# Puschendorf

Lage von Puschendorf im Landkreis Fürth (Nordgrenze)

Puschendorf (fränkisch: Buschn-doaf) ist eine Gemeinde im mittelfränkischen Landkreis Fürth in Bayern.

## Geografie

### Lage
Der Ort liegt direkt an der Bahnstrecke Fürth–Würzburg im östlichen Rangau. Im südlichen Gemeindegebiet fließt der Fembach, ein linker Zufluss der Zenn. An der Neustädter Straße gibt es einen Baum, der als Naturdenkmal geschützt ist.

### Nachbargemeinden
Nachbargemeinden sind (im Norden beginnend im Uhrzeigersinn): Herzogenaurach, Tuchenbach, Veitsbronn, Langenzenn, Emskirchen.

### Gemeindegliederung
Die Gemeinde besteht nur aus dem Pfarrdorf Puschendorf.
Die Gemarkung Puschendorf umfasst das gesamte Gemeindegebiet. Sie hat eine Fläche von 3,392 km² und ist in 1263 Flurstücke aufgeteilt, die eine durchschnittliche Fläche von 2685,65 m² haben.

## Geschichte
Der Ort wurde 1348 in Steuerakten des Bistums Bamberg erstmals als „Puschendorf“ erwähnt. Das Bestimmungswort des Ortsnamens ist wahrscheinlich der Familienname Busch, möglicherweise auch das althochdeutsche Wort „busc/pusc“ (= Wald).
Puschendorf war seit Mitte des 15. Jahrhunderts im Besitz des Kartäuserklosters Marienzell in Nürnberg, dessen Rechtsnachfolger bis zum Ende des Alten Reichs das Landalmosenamt der Reichsstadt Nürnberg war. Die Reichsstadt war alleiniger Grundherr im Ort.
Die alte Handelsstraße Nürnberg–Frankfurt, die von Burgfarrnbach–Veitsbronn–Emskirchen über Puschendorf führte, hatte erheblichen Einfluss auf die Entwicklung des Ortes. Der Gasthof zum Roten Ochsen war einstmals ein Pferdewechselstall und eine Herberge für Fuhrleute.
Anstelle der Ortskirche St. Wolfgang befand sich früher der Burgstall Puschendorf.
Gegen Ende des 18. Jahrhunderts gab es in Puschendorf 18 Anwesen (16 Güter, Pfarrhaus, Schulhaus). Das Hochgericht übte das brandenburg-bayreuthische Fraischvogteiamt Emskirchen-Hagenbüchach aus. Die Dorf- und Gemeindeherrschaft und die Grundherrschaft über alle Anwesen hatte das Landesalmosenamt der Reichsstadt Nürnberg.
Von 1797 bis 1810 unterstand der Ort dem Justizamt Markt Erlbach und Kammeramt Emskirchen. Im Rahmen des Gemeindeedikts wurde 1811 Puschendorf dem Steuerdistrikt Hagenbüchach zugeordnet. 1813 entstand die Ruralgemeinde Puschendorf, zu der Höfen und Zweifelsheim gehörten. Mit dem Zweiten Gemeindeedikt (1818) wurden zwei Ruralgemeinden gebildet: 
- Ruralgemeinde Puschendorf;
- Ruralgemeinde Zweifelsheim mit Höfen.

Die Gemeinde Puschendorf war in Verwaltung und Gerichtsbarkeit dem Landgericht Markt Erlbach zugeordnet und in der Finanzverwaltung dem Rentamt Neustadt an der Aisch. Am 1. April 1836 wurde Puschendorf dem Landgericht Herzogenaurach zugewiesen, am 1. Oktober 1847 schließlich auch dem Rentamt Herzogenaurach (1919 in Finanzamt Herzogenaurach umbenannt). Ab 1862 gehörte Puschendorf zum Bezirksamt Höchstadt an der Aisch. Die Gerichtsbarkeit blieb beim Landgericht Herzogenaurach (1879 in das Amtsgericht Herzogenaurach umgewandelt). Am 1. Oktober 1931 wurde Puschendorf dem Bezirksamt Fürth (1939 in Landkreis Fürth umbenannt) und dem Amtsgericht Fürth zugewiesen.

### Einwohnerentwicklung
| Jahr      | 1818   | 1840   | 1855   | 1861   | 1867   | 1871   | 1875   | 1880   | 1885   | 1890   | 1895   | 1900   | 1905   | 1910   | 1919   | 1925   | 1933   | 1939   | 1946   | 1950   | 1961   | 1970   | 1987   | 2007   | 2011   | 2016   |
| Einwohner | 135    | 185    | 198    | 183    | 204    | 198    | 196    | 195    | 193    | 182    | 195    | 185    | 191    | 207    | 217    | 196    | 241    | 267    | 492    | 476    | 699    | 1048   | 1582   | 2213   | 2141   | 2224   |
| Häuser    | 27     |        |        |        |        | 32     |        |        | 32     | 32     |        | 32     |        |        |        | 40     |        |        |        | 61     | 119    |        | 393    |        |        | 629    |
| Quelle    | [ 15 ] | [ 16 ] | [ 16 ] | [ 17 ] | [ 18 ] | [ 19 ] | [ 20 ] | [ 21 ] | [ 22 ] | [ 23 ] | [ 16 ] | [ 24 ] | [ 16 ] | [ 25 ] | [ 16 ] | [ 26 ] | [ 27 ] | [ 27 ] | [ 27 ] | [ 28 ] | [ 29 ] | [ 30 ] | [ 31 ] | [ 32 ] | [ 32 ] | [ 32 ] |

## Politik

### Verwaltungsgemeinschaft
1978 kam Puschendorf zur Verwaltungsgemeinschaft Veitsbronn, trat jedoch mit den Gemeinden Obermichelbach und Tuchenbach aus, um die Verwaltungsgemeinschaft Obermichelbach-Puschendorf-Tuchenbach zu gründen. Puschendorf trat 1998 auch aus dieser Verwaltungsgemeinschaft aus.

### Gemeinderat
Der Gemeinderat von Puschendorf hat 14 Mitglieder zuzüglich des Bürgermeisters.
|      | CSU | SPD | Freie Wähler | Grüne | BfP | Gesamt   |
| 2020 | 3   | 3   | 4            | 3     | 1   | 14 Sitze |
| 2014 | 5   | 4   | 5            |       |     | 14 Sitze |
| 2008 | 7   | 4   | 3            |       |     | 14 Sitze |
| 2002 | 6   | 5   | 3            |       |     | 14 Sitze |

### Bürgermeisterin
Erste Bürgermeisterin ist seit 1. Mai 2020 Erika Hütten (parteilos), die am 29. März 2020 mit 51,17 % der Stimmen gewählt wurde.

### Wappen und Flagge
Wappen
| Wappen von Puschendorf | Blasonierung: „Über rotem Zinnenschildfuß gespalten; vorne in Gold ein golden bewehrter halber schwarzer Adler am Spalt; hinten in Silber ein grüner Eichenzweig mit drei Blättern.“ |
| Wappen von Puschendorf | Wappenbegründung: Der halbe Adler weist auf die einstige Verbindung des Ortes zur Reichsstadt Nürnberg hin. Der Zinnenschildfuß weist auf die spätgotische Kirche, die auf dem durch Mauer und Graben befestigten Burgstall steht. Der Eichenzweig versinnbildlicht ein Naturdenkmal im Gemeindegebiet, eine mehrere Jahrhunderte alte Eiche. Die Gemeinde führt seit 1977 dieses Wappen. |

Flagge
Die Gemeindeflagge ist grün-gelb.

### Partnergemeinden
- Castelnuovo Berardenga, Toskana, Italien
- Zwönitz, Sachsen

## Baudenkmäler
Die Hauptsehenswürdigkeit ist die kleine evangelische Pfarrkirche St. Wolfgang mit einem wertvollen spätgotischen Altar.

## Bildung
Puschendorf verfügt über einen evangelischen Kindergarten mit Kinderkrippe und Hort. Die ehemalige Grundschule wurde 1975 aufgelöst. Die Kinder werden seither in Veitsbronn eingeschult und bilden dort eine eigene Puschendorfer Klasse.

## Religion und Spiritualität
In Puschendorf befindet sich der Hauptsitz des Landeskirchlichen Gemeinschaftsverbands in Bayern (Mitglied im Evangelischen Gnadauer Gemeinschaftsverband) – die Dachorganisation von 25 Landeskirchlichen Gemeinschaften. Eng damit verbunden ist die Diakoniegemeinschaft Puschendorf, eine christliche Lebensgemeinschaft von Diakonissen und anderen ledigen Frauen. Die Diakoniegemeinschaft verfügt im Ort über ein Mutterhaus, ein Gästehaus, ein Altenheim und zusammen mit dem Gemeinschaftsverband über eine Konferenzhalle.

## Regelmäßige Veranstaltungen
Die Puschendorfer Kirchweih findet jedes Jahr am letzten Wochenende der bayerischen Sommerferien statt.

## Verkehr
Durch Puschendorf führt die Kreisstraße FÜ 7/NEA 8, zwischen Pirkach (3,1 km nordwestlich) und Veitsbronn (3,8 km südöstlich). Gemeindeverbindungsstraßen führen nach Tuchenbach zur Kreisstraße FÜ 8 (2,1 km östlich), nach Kirchfembach zur FÜ 11 (2 km südwestlich) und nach Zweifelsheim (2,5 km nördlich). Ein Wirtschaftsweg führt nach Retzelfembach (2 km südöstlich).
Puschendorf hat einen Haltepunkt an der Bahnstrecke Fürth–Würzburg.

## Söhne und Töchter der Gemeinde
- Wolfgang Buck (* 1958), evangelisch-lutherischer Pfarrer, Liedermacher und Kabarettist
- Matthias Hüttmann (* 1963), deutscher Journalist und Übersetzer[35]